# Khandesh

Localisation du Khandesh en Inde

Le Khandesh ou Kandeich est une région du Deccan, dans l'Inde centrale, qui forme la partie nord-ouest de l'État du Mahârâshtra.
Le Khandesh se situe au nord-ouest du plateau du Deccan, dans la vallée de la Tâptî. Il est bordé au nord par la chaîne des Satpura, à l'est par le Berâr, au sud par le Desh et à l'ouest par les Ghâts occidentaux.

## Histoire

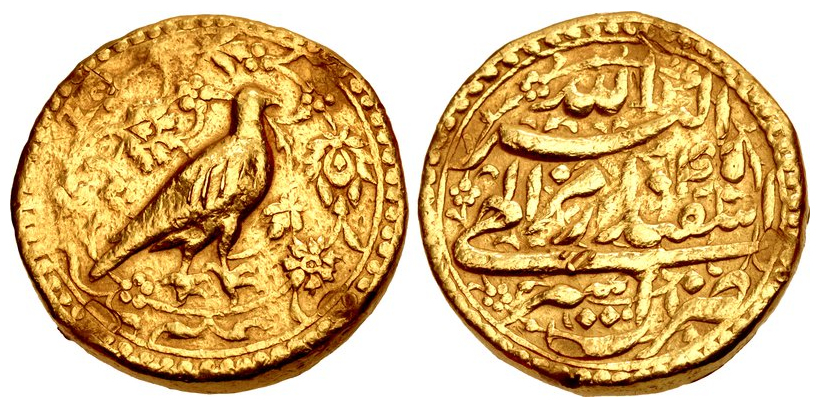
Mohur de l'Empire moghol, frappé sous le règne de l'empereur Akbar à Asir. Le faucon représenté à l'avers au nom de l'empereur commémore la prise du fort d'Asirgargh au sultanat de Khandesh le 17 janvier 1601.

Resté indépendant du sultanat de Bahmanî qui domina le Deccan du XIVe au XVIe siècle, le Kandesh fut conquis par l'empereur Akbar en 1601, et devint ainsi une province de l'empire moghol. Il passa sous domination Marathe au début du XVIIIe siècle, jusqu'en 1818 où il fut intégré aux Indes britanniques. Le Kandesh forma tout d'abord un district de la présidence de Bombay, puis fut divisé en 1906 en Kandesh oriental (chef-lieu Jalgaon) et occidental (chef-lieu Dhule).
Après l'indépendance de l'Inde en 1947, la présidence de Bombay devint l'État de Bombay, puis fut, en 1960, divisé en deux États linguistiques : le Mahârâshtra et le Goujerat. Le Kandesh oriental devint alors le district de Jalgaon, et le Kandesh occidental fut divisé en district de Dhule et district de Nandurbar.